# Берека звичайна (Нова Ушиця)
Бере́ка звича́йна — ботанічна пам'ятка природи місцевого значення в Україні. Об'єкт природно-заповідного фонду Хмельницької області. 
Розташована в межах смт Нова Ушиця Хмельницької області, в парку культури та відпочинку. 
Площа 0,02 га. Статус присвоєно згідно з рішенням 17 сесії облради від 17.12.1993 року № 3. Перебуває у віданні: Новоушицька селищна рада. 
Статус присвоєно для збереження одного екземпляра береки звичайної (Sorbus torminalis). Берека — реліктовий вид, занесений до Червоної книги України.